# هوبير فينكلر
هوبير فينكلر (بالألمانية: Hubert J. P. Winkler)‏ هو عالم نبات ألماني، ولد في 13 فبراير 1875 في برنتسلاو في ألمانيا، وتوفي في 10 يونيو 1941 في فروتسواف في بولندا.